# Marco Lund
Marco Lund, född 30 juni 1996 i Ansager, är en dansk fotbollsspelare som spelar för ungerska Diósgyőri VTK.

## Karriär
Marco Lund inledde sin seniorkarriär i danska Esbjerg innan han 2018 flyttade till Odense. Den 21 januari 2021 offentliggjordes att Lund skrivit på ett kontrakt med IFK Norrköping giltigt från den 1 juli 2021. Den 8 februari offentliggjordes att Lund ansluter till IFK Norrköping direkt. Den 12 januari 2024 värvades lund av ungerska  Diósgyőri VTK.